# Shane Ferguson
Shane Kevin Ferguson (ur. 12 lipca 1991 w Londonderry) – północnoirlandzki piłkarz występujący na pozycji pomocnika w Millwall.